# Estorick Collection of Modern Italian Art
L'Estorick Collection of Modern Italian Art est un musée d'art à Londres, au Royaume-Uni. Dans ses collections se trouvent principalement des œuvres futuristes et métaphysiques, par exemple La musica de Luigi Russolo et La Révolte du sage de Giorgio De Chirico.

## Collections

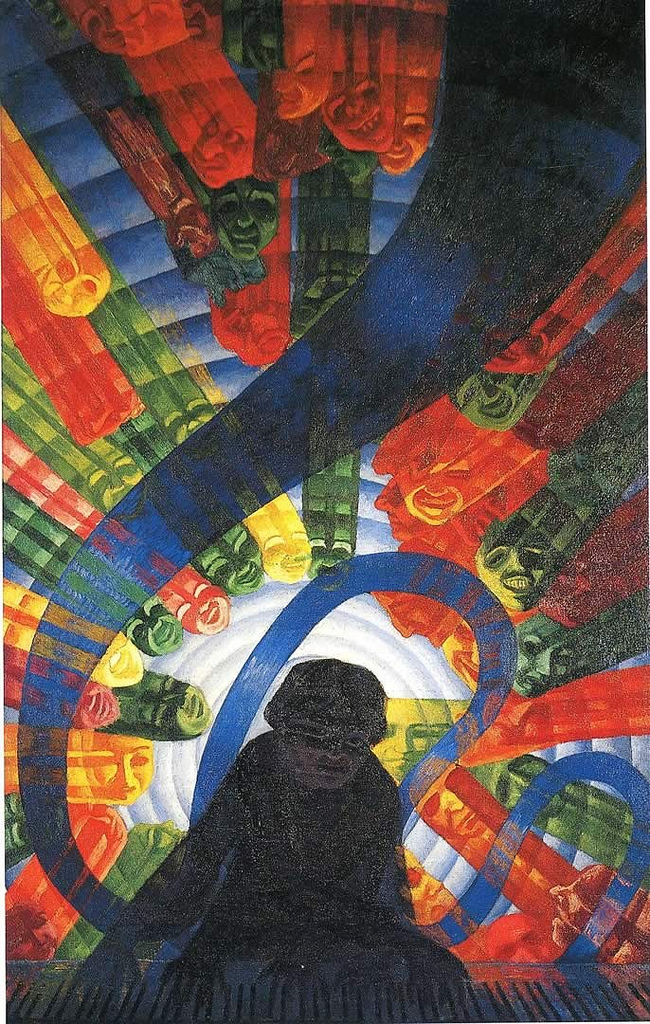
La musica, Luigi Russolo, 1911
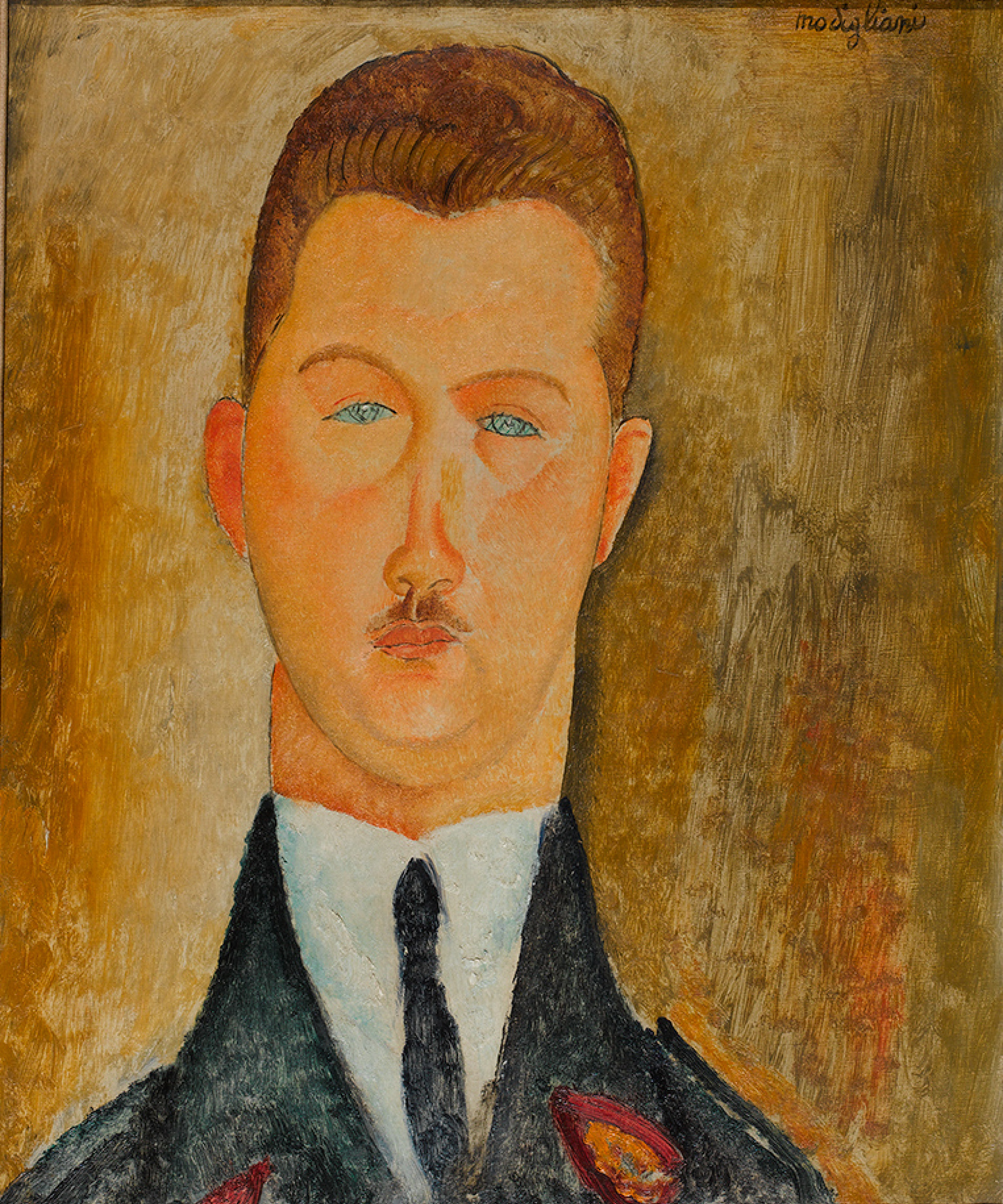
Dr François Brabander, Amedeo Modigliani, 1918